# Lestiac-sur-Garonne
Lestiac-sur-Garonne è un comune francese di 656 abitanti situato nel dipartimento della Gironda nella regione della Nuova Aquitania.

## Società

### Evoluzione demografica
Abitanti censiti